# Табара
Табара (на испански: Tábara) е селище в северозападна Испания, административен център на комарката Тиера де Табара в провинция Самора на автономната област Кастилия и Леон. Населението му е около 762 души (2018).
Разположено е на 744 метра надморска височина на платото Месета, на 32 километра североизточно от границата с Португалия и на 36 километра северозападно от град Самора. Селището възниква около основан в края на IX век манастир, който през Средновековието е сред важните религиозни центрове на кралството Леон.

## Известни личности
Родени в Табара
- Леон Фелипе (1884 – 1968), поет